# Сергей Гоцманов
Сергей Гоцманов (на беларуски: Сяргей Гоцманаў; на руски: Сергей Гоцманов) е съветски и беларуски футболист. Майстор на спорта от международна класа (1988).

## Кариера
Започва да играе в Динамо Минск през 1979 г., където е част от отбора, който печели Съветския шампионат през 1982 г. под ръководството на треньора Едуард Малофеев.
Той прави своя международен дебют срещу Финландия на 15 май 1984 г. На Евро 1988 е част от отбора на Съветския съюз, където участва в 2 мача от група Б срещу Ирландия и Англия.
След разпадането на Съветския съюз, Гоцманов започва да играе за Беларус, отбелязвайки първият официален гол в историята на националния отбор на Беларус при първото му появяване на 28 октомври 1992 г. при 1:1 с Украйна. В средата на 1990-те години отива в Съединените щати, където играе за Минесота Тъндър.
Съпругата му, Олга е треньор по гимнастика на националния отбор на Беларус. Понастоящем живее в Уудбъри, Минесота, където е шофьор на училищен автобус. Неговите синове, Александър Гоцманов и Андрей Гоцманов, също са професионални футболисти.

## Отличия

### Отборни
Динамо Минск
- Съветска Висша лига: 1982
- Беларуска висша лига: 1992/93, 1993/94
- Купа на Беларус: 1994